# Hesham Salhe
Hesham Saleh (Gaza, 11 agosto 1987) è un calciatore palestinese, centrocampista dell'Hilal Al-Quds e della Nazionale palestinese.

## Carriera

### Nazionale
Ha esordito in Nazionale nel 2013.